# Shahrestān-e Chādegān
Shahrestān-e Chādegān (persiska: Shahrestān-e Chādagān, شهرستان چادگان, چادگان) är en delprovins (shahrestan) i Iran.   Den ligger i provinsen Esfahan, i den centrala delen av landet, 300 km söder om huvudstaden Teheran.
Delprovinsen hade 32 479 invånare 2016.